# Список высших учебных заведений Костромской области
В список высших учебных заведений Костромской области включены образовательные учреждения высшего и высшего профессионального образования, находящиеся на территории Костромской области и имеющие действующую лицензию на образовательную деятельность. Список вузов приведён в соответствии с данными реестра лицензий. По состоянию на 22 марта 2021 года в Костромской области действующую лицензию имели 4 вуза.
Порядок следования элементов списка — алфавитный.

## Список высших образовательных учреждений
| Название                                                         | Категория         | Статус      | Год основания | Месторасположение | Число студентов |
| ---------------------------------------------------------------- | ----------------- | ----------- | ------------- | ----------------- | --------------- |
| Военная академия радиационной, химической и биологической защиты | государственный   | академия    | 1932          | Кострома          |                 |
| Костромская государственная сельскохозяйственная академия        | государственный   | академия    | 1949          | Караваево         | 3382            |
| Костромская духовная семинария                                   | негосударственный | семинария   | 1747          | Кострома          |                 |
| Костромской государственный университет                          | государственный   | университет | 1931          | Кострома          | 7274            |